# Orrkullesjön
Orrkullesjön är en sjö i Laxå kommun i Västergötland och ingår i Göta älvs huvudavrinningsområde. Sjön har en area på 0,0672 kvadratkilometer och ligger 175 meter över havet.

## Delavrinningsområde
Orrkullesjön ingår i det delavrinningsområde (653670-141923) som SMHI kallar för Mynnar i Skagern. Medelhöjden är 151 meter över havet och ytan är 77,02 kvadratkilometer. Det finns inga avrinningsområden uppströms utan avrinningsområdet är högsta punkten. Skagersholmsån som avvattnar avrinningsområdet har biflödesordning 3, vilket innebär att vattnet flödar genom totalt 3 vattendrag innan det når havet efter 251 kilometer. Avrinningsområdet består mestadels av skog (74 %). Avrinningsområdet har 0,88 kvadratkilometer vattenytor vilket ger det en sjöprocent på 1,1 %. Bebyggelsen i området täcker en yta av 1,22 kvadratkilometer eller 2 % av avrinningsområdet.